# Championnats d'Europe de gymnastique acrobatique 1992
Navigation
Édition précédente Édition suivante
Les championnats d'Europe de gymnastique acrobatique 1992, treizième édition des championnats d'Europe de gymnastique acrobatique, ont eu lieu du 25 au 28 novembre 1992 à Rennes, en France.